# Kickstarter
Kickstarter é o maior site de financiamento coletivo do mundo e que busca apoiar projetos inovadores.
O site foi fundado em 2008 por Perry Chen, Yancey Strickler, e Charles Adler. Em geral, o domínio mantém uma comissão de 5% sobre os valores arrecadados; Amazon também faz uma sobretaxa de 3% a 5% em doações feitas por intermédio da tal.

## Atualidade
Em março de 2014, o Kickstarter anunciou ter atingido a meta de 1 bilhão de dólares doados a projetos através da sua plataforma.
Em Portugal foram registrados quase 5300 financiadores, o que totalizou financiamentos na ordem dos 730 mil dólares, ou pouco mais de 530 mil euros
Os Estados Unidos lideram o ranking global dos territórios que mais doações realizaram até à data, seguido do Reino Unido e do Canadá.
Ao todo, as doações terão vindo de 5,708,578 pessoas oriundas de 224 países dos cinco continentes.
Em março de 2014, uma empresa lançada pela Kickstarter, a Oculus VR, foi vendida para o Facebook por 2 bilhões de dólares.